# مدينة أشباح

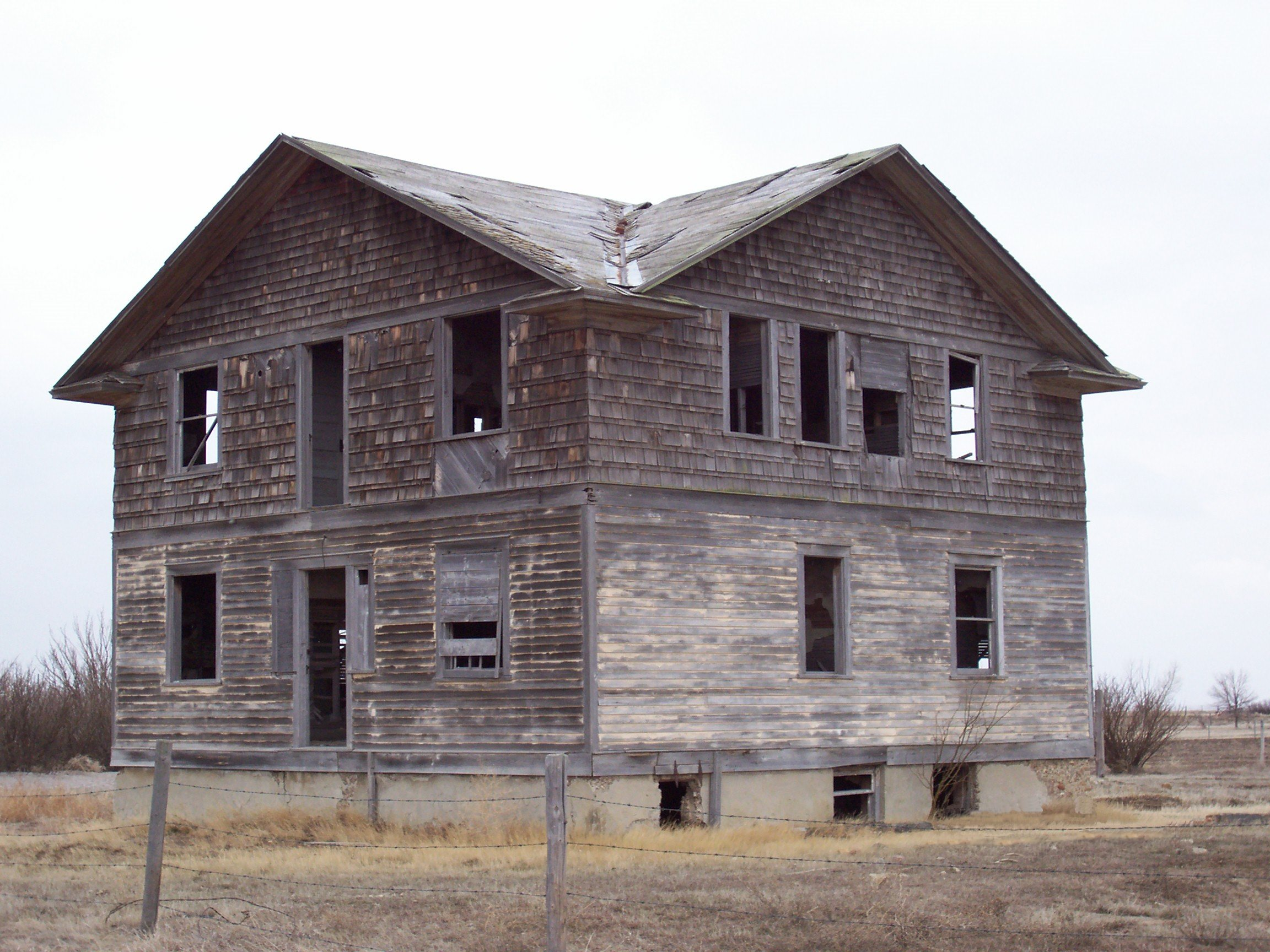
مستشفى روبسارت، واحدة من العديد من المباني المهجورة في قرية روبسارت بمقاطعة ساسكاتشوان الكندية.

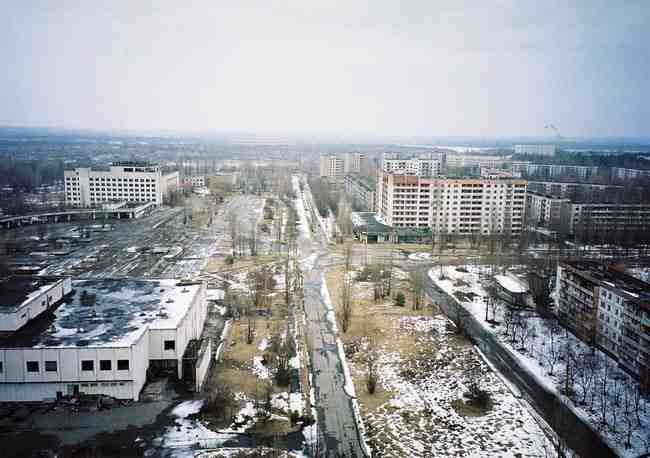
مدينة بريبيات في أوكرانيا تم هجرها بعد كارثة تشيرنوبيل.

مدينة الأشباح هي المدينة المهجورة التي لم يعد يسكنها أحد، وعادة هذا يكون بسبب توقف النشاط الاقتصادي الذي يعتمد على المدينة أو بسبب كوارث طبيعية أو بشرية مثل الفيضانات أو الحروب، وقد يستخدم هذا المصطلح لوصف المدن المسكونة ولكن عدد سكانها قل بكثير عما كان عليه من قبل.
وأصبحت بعض مدن الأشباح مزارات سياحية مثل : مدينة بريبيات الأوكرانية، ريولايت، وتومبستون، أريزونا وباركرفيل، كولومبيا البريطانية.

## التعريف
يختلف تعريف مدينة الأشباح بين الأفراد، وبين الثقافات. يستبعد بعض الكتاب المستوطنات التي تم التخلي عنها نتيجة لكارثة طبيعية أو من صنع الإنسان أو لأسباب أخرى باستخدام المصطلح فقط لوصف المستوطنات التي تم هجرها لأنها لم تعد قابلة للحياة اقتصاديًا؛ يعرّف تي ليندسي بيكر، مؤلف كتاب "مدن الأشباح في تكساس"، مدينة الأشباح بأنها "مدينة لم يعد سبب وجودها موجودًا". يعتقد البعض أن أي مستوطنة بها بقايا ملموسة مرئية لا ينبغي أن تسمى مدينة أشباح؛ ويقول آخرون، على العكس من ذلك، أن مدينة الأشباح يجب أن تحتوي على البقايا الملموسة للمباني. أما ما إذا كان يجب أن تكون المستوطنة مهجورة تمامًا أم لا، أو أنها قد تحتوي على عدد قليل من السكان، فهي أيضًا مسألة محل نقاش. بشكل عام، على الرغم من ذلك، يتم استخدام المصطلح بمعنى أكثر مرونة، ويشمل أيًا من هذه التعريفات وجميعها. عرّف الكاتب الأمريكي لامبرت فلورين مدينة الأشباح بأنها "مظهر غامض لذاتها سابقة".

## أسباب هجرة المدن
تشمل العوامل التي تؤدي إلى هجر المدن استنزاف الموارد الطبيعية، وانتقال النشاط الاقتصادي إلى مكان آخر، والسكك الحديدية والطرق التي تتجاوز المدينة أو لم تعد تصل إليها، والتدخل البشري، والكوارث، والمجازر، والحروب، وتحول السياسة أو سقوط الإمبراطوريات. يمكن أيضًا التخلي عن المدينة عندما تكون جزءًا من منطقة محظورة لأسباب طبيعية أو من صنع الإنسان.

### تحول النشاط الاقتصادي
قد تنشأ مدن الأشباح عندما يتم استنفاد النشاط أو المورد الوحيد الذي أدى إلى إنشاء مدينة مزدهرة (على سبيل المثال، منجم أو مطحنة أو منتجع قريب) أو عندما يتعرض اقتصاد الموارد إلى "الكساد" (على سبيل المثال، انهيار كارثي في أسعار الموارد). غالبًا ما يتناقص حجم المدن المزدهرة بنفس سرعة نموها في البداية. في بعض الأحيان، يمكن لجميع السكان أو تقريبًا جميعهم هجر المدينة، مما يؤدي إلى مدينة أشباح.
غالبًا ما يتم تفكيك مدينة مزدهرة على أساس مخطط له. ستقوم شركات التعدين في الوقت الحاضر بإنشاء مجتمع مؤقت لخدمة موقع التعدين، وبناء جميع أماكن الإقامة والمتاجر والخدمات المطلوبة، ثم إزالتها بمجرد استخراج المورد. يمكن استخدام المباني المعيارية لتسهيل العملية. غالبًا ما تجلب حمى الذهب نشاطًا اقتصاديًا مكثفًا ولكنه قصير الأمد إلى قرية نائية، ثم يغادر مدينة الأشباح بمجرد استنفاد الموارد.
في بعض الحالات، قد تؤدي عوامل متعددة إلى إزالة الأساس الاقتصادي للمجتمع؛ عانت بعض مدن التعدين السابقة على طريق الولايات المتحدة 66 من إغلاق المناجم عندما استنفدت الموارد وفقدان حركة المرور على الطرق السريعة حيث تم تحويل طريق الولايات المتحدة 66 من أماكن مثل أوتمان، أريزونا، إلى مسار أكثر مباشرة. أدى إغلاق المناجم ومطاحن اللب إلى ظهور العديد من مدن الأشباح في كولومبيا البريطانية بكندا، بما في ذلك العديد من المدن الحديثة نسبيًا: أوشن فولز، التي أغلقت في عام 1973 بعد إيقاف تشغيل مطحنة اللب؛ كيتسو، الذي أغلق منجمه للموليبدينوم بعد 18 شهرًا فقط في عام 1982؛ وكاسيار، الذي كان منجم الأسبستوس الخاص به يعمل من عام 1952 إلى عام 1992.
وفي حالات أخرى، يمكن أن ينشأ سبب الهجر من انتقال الوظيفة الاقتصادية المقصودة للمدينة إلى مكان آخر قريب. حدث هذا لكولينجوود، كوينزلاند، في المناطق الريفية النائية في أستراليا عندما تفوقت مدينة وينتون القريبة على كولينجوود كمركز إقليمي لصناعة تربية الماشية. وصلت السكة الحديد إلى وينتون في عام 1899، وربطتها ببقية ولاية كوينزلاند، وأصبحت كولينجوود مدينة أشباح بحلول العام التالي. على نطاق أوسع في جميع أنحاء أستراليا، كان هناك تحول نحو نقل الموظفون عبر الطيران الداخلي بدلاً من بناء مدن الشركات، وذلك لتجنب تطوير مدن الأشباح بمجرد استخراج مورد التعدين بالكامل.

### المرض والتلوث
وقد أدت معدلات الوفيات الكبيرة الناجمة عن الأوبئة إلى ظهور مدن أشباح. تم التخلي عن بعض الأماكن في شرق أركنساس بعد وفاة أكثر من 7000 من سكان أركنساس خلال وباء الأنفلونزا الإسبانية في عامي 1918 و1919. تم القضاء على العديد من المجتمعات في أيرلندا، وخاصة في غرب البلاد، بسبب المجاعة الكبرى في النصف الأخير من القرن التاسع عشر، وسنوات التدهور الاقتصادي التي تلت ذلك.
كما يمكن للأضرار البيئية الكارثية الناجمة عن التلوث طويل الأمد أن تخلق مدينة أشباح. بعض الأمثلة البارزة هي تايمز بيتش بولاية ميزوري، التي تعرض سكانها لمستوى عالٍ من الديوكسينات، وويتينوم، أستراليا الغربية، التي كانت ذات يوم أكبر مصدر للأسبستوس الأزرق في أستراليا، ولكن تم إغلاقها في عام 1966 بسبب مخاوف صحية. كانت تريس وبيشر، المجتمعان التوأمان الممتدان على حدود كانساس-أوكلاهوما، في يوم من الأيام أحد أكبر مصادر الزنك والرصاص في الولايات المتحدة، ولكن على مدار قرن من الزمان، أدى التخلص غير المنظم من مخلفات المناجم إلى تلوث المياه الجوفية والتسمم بالرصاص لدى أطفال المدينة. مما أدى في النهاية إلى الاستحواذ والإخلاء الإلزامي لوكالة حماية البيئة. وقد يؤدي التلوث الناجم عن الذخيرة الناجمة عن الاستخدام العسكري أيضًا إلى ظهور مدن الأشباح. تم الاستيلاء على تاينهام، في دورست، لإجراء تدريبات عسكرية خلال الحرب العالمية الثانية، ولا تزال غير مأهولة بالسكان، حيث تتناثر فيها الذخائر غير المنفجرة من القصف المنتظم.